# Car Krum
Car Krum (bułg. Цар Крум) - bułgarska wojskowa organizacja antykomunistyczna w latach 1945–1946
Organizację założył wiosną 1945 r. ppłk Anton Inowski, który w styczniu tego roku został zwolniony z wojska. W jej skład wchodzili oficerowie służby czynnej i rezerwy armii bułgarskiej z okresu carskiego, a także byli działacze nacjonalistycznych organizacji Brannik, Ratnik, czy Ojciec Paisij. Głównymi działaczami byli - oprócz ppłk. A. Inowskiego - płk Jordan Goranow, ppłk Kirił Charałambijew, ppłk Anton Donkow, mjr Mładen Angełow, mjr Georgi Bujuklijew. Planowali oni dokonać przy pomocy z państw zachodnich przewrotu wojskowego w celu obalenia władzy komunistycznej. Opracowano w tym celu dokładny plan działania. Do czasu przewrotu prowadzono agitację antykomunistyczną, a także napadano na komunistów i ich sojuszników. W połowie 1946 r. organizacja została rozbita przez organy bezpieczeństwa. 15 sierpnia tego roku po procesie ppłk A. Inowski został skazany na karę śmierci. Inni członkowie dostali kary wieloletniego więzienia.